# Inundaciones en Sudán de 2013
Las lluvias continuas y fuertes en la mayor parte de Sudán, a partir de principios de agosto de 2013, dio lugar a los daños por inundaciones en al menos 14 de los 18 estados de Sudán. Más de 300.000 personas se informa, han sido afectados, con más de 25.000 hogares reportados como destruidos. Las agencias gubernamentales informan que cerca de 50 personas han sido muertas.

## Inundación
Al 22 de agosto de 2013, la Organización Mundial de la Salud (OMS) informa que 320.000 personas, o familias, se vieron afectados. El 19 de agosto, la OMS había estimado que alrededor de 250.000 personas se han visto obligadas a abandonar sus hogares, con el Ministerio de salud informando 45 muertes y 70 heridos. Los daños materiales se informaron en 14 de los 18 estados de Sudán y la OMS declaró su preocupación por el efecto para la salud pública del colapso de una estimación de 53.000 letrinas de pozo. Las inundaciones repentinas seguían planteando un peligro a finales de agosto de 2013.
Los estados afectados son Jartum, en el norte, el río Nilo, Gezira, Mar Rojo, Sennar, Kordofán del Norte, Gedaref, el norte de Darfur, el Nilo Azul, Nilo Blanco y el sur de Darfur, Kassala, y Kordofán del Sur, según el Ministerio de Salud. Los Humanitarios de la Comisión de Ayuda informaron de las poblaciones más afectadas en Abyei y Kordofán del Oeste.
La capital, Jartum se informó que sufre las peores inundaciones en 25 años, después de las inundaciones repentinas golpearon las zonas urbanas a principios de agosto. Mientras que Jartum es vulnerable a las inundaciones repentinas debido a un mal drenaje y la planificación urbana, las inundaciones de 2013 eran particularmente graves. Más de 15.000 hogares en Jartum se reportaron destruidos, con miles más dañados. La mayoría de los daños en Jartum se produjo en Shar El-Neel, Ombadah, y Karari. En el Nilo Azul, las inundaciones de las fuertes lluvias destruyeron casi 12.000 casas en Damazine, El Roseires, Giessan, y Bau, con Damazine informando el mayor daño.

## Discrepancias en los números reportados
Hay discrepancias entre el número de afectados dada por las diferentes agencias de Sudán. El Ministerio de Salud estima 66.895 familias afectadas, mientras que la Comisión de Ayuda Humanitaria estima 105.964 hogares, el 22 de agosto de 2013. Suponiendo cinco personas por hogar de Sudán, la estimación HAC implica 530.000 personas afectadas.